# Пролётное строение

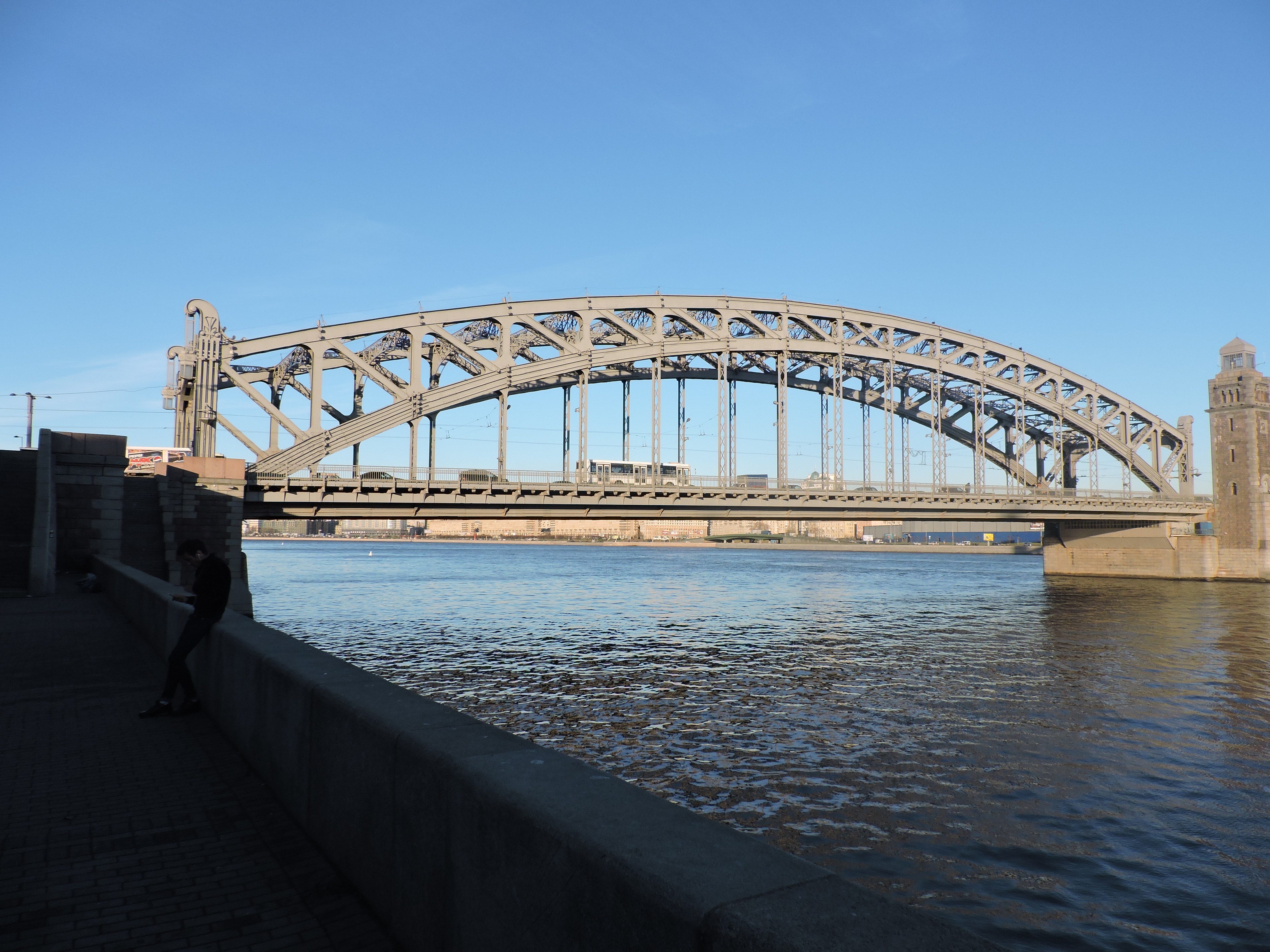
Арочное пролётное строение Большеохтинского моста (136 метров)

Пролётное строение — несущая деталь моста, конструкция, перекрывающая пролёты между опорами (таким образом, мост состоит из опор и пролётных строений). Пролётное строение разделяется на несколько частей:
- проезжая часть с мостовым полотном служит для проезда поездов, автомобилей, а также прохода пешеходов;
- несущая часть воспринимает нагрузки от проезжей части и передаёт их, а также собственный вес на опорную часть;
- опорные части разрешают смещение и поворот балок несущей части, возникающие из-за временного прогиба под изменяющейся нагрузкой;
- связи между компонентами несущей части строения придают пространственную жёсткость всей конструкции. Связи бывают:
  - горизонтальные (верхние и нижние);
  - вертикальные (опорные и промежуточные).

Несущая часть для небольших пролётов представляет собой деревянные, металлические или железобетонные балки, иногда железобетонные плиты. В случае необходимости перекрыть пролёты большей длины используются фермы, рамы и арки из металла или железобетона.